# Гай Фулвий Плавциан
Гай или Луций Фулвий Плавциан или само Плавциан (на латински: Gaius (Lucius) Fulvius Plautianus; * 150 г., Лептис Магна, Либия; † 22 февруари 205 г.) e римски политик, сенатор и преториански префект по времето на братовчед му император Септимий Север.

## Биография
Плавтиан е роден в Лептис Магна, родното място на приятеля му Септимий Север. Баща му се казва също Гай Фулвий Плавциан (* 130 г.), който е брат на Фулвия Пия (*125; † 198), съпруга на Публий Септимий Гета и майка на Септимий Север. Неговият дядо по баща е Фулвий Пий (* ок. 100 г.), син на Фулвий Пий (* 70 г.), внук на Фулвий, (* 40 г.), правнук на Фулвий (* 10 г.) и праправнук на Марк Фулвий Сатурний (* 20 пр.н.е.; † сл. 25 г.), благородник от Лептис Магна. Неговата баба по баща e Плавция Октавила (* ок. 110 г.), дъщеря на Луций Плавций Октавиан, благородник в Лептис Магна и Аквилия Блезила, дъщеря на Гай Аквилий Постум.
Плавциан е изпратен от Септимий Север през 193 г. на Изток, където залавя синовете на Песцений Нигер, които ги заточават и през 196 г. отстраняват.
През 197 г. Плавциан става преториански префект и между 197 и 202 г. почететен консул (consularia ornamenta). Като приятел на императора той има голяма мощ и става много богат. Той получава ius gladii (Clarissimat) и поръчава убийството на служебния си колега Квинт Емилий Сатурнин, така че е за известно време единственият преториански префект. Поради огромното му влияние върху императора, дъщеря му Фулвия Плавцила се сгодява за неговия син Каракала и се омъжва през 202 г. Чрез тази женитба той става сват на императора и е приет в Сената, a фамилията му приета в патрицианското съсловие.
През 203 г. Плавциан е редовен консул заедно с брата на императора и братовчеда му Публий Септимий Гета. Като консул и понтифекс Плавциан е и преториански префект. Той придружава Север в неговия поход в Парта. За него са издигнати много статуи.
Императрица Юлия Домна и Каракала го обвиняват в план за убийство на Север и той е убит на 22 февруари 205 г. Плавциан попада в damnatio memoriae, статуите му са разрушени и името му изтрито. Синът му Гай Фулвий Плавт Хортензиан и дъщеря му са заточени на остров Липара (днес Липари) и през 211 г. убити.

## Фамилия
Плавциан е женен за Хортензия и има две деца:
- Фулвия Плавцила
- Гай Фулвий Плавт Хортензиан (* 170; † убит 212), женен за Аврелия (* 170), дъщеря на Луций Аврелий Гал (* 140; † 174), консул през 174, и има:
  - Фулвия (* 192), омъжена за Луций Нераций Юний Мацер (* 185), консул (consularis vir in Saepinum).